# Operación Kikusui
La operación Kikusui (en japonés: 菊水作戦, Kikusui sakusen) fue una serie de ataques kamikaze de las fuerzas imperiales japonesas durante la batalla de Okinawa contra las flotas aliadas en las aguas alrededor de Okinawa, como parte de la operación Ten-Gō. El nombre de la operación, "Kikusui" (en japonés: 菊水, "Agua de Crisantemo"), proviene del hata-jirushi (pabellón de guerra) del samurái Kusunoki Masashige .

## Antecedentes
Después de la batalla del Mar de Filipinas, la Armada Imperial Japonesa estaba cerca de la aniquilación y ya no estaba en posición de desafiar a la flota aliada liderada por Estados Unidos. Pero después de que la Task Force 58 comenzara a montar ataques aéreos en Kyushu en marzo de 1945, el acercamiento de la flota de los Estados Unidos afirmó al ejército japonés que los aliados dominaban los mares alrededor de Japón, y que las llamadas tácticas normales tenían poco efecto. frente a la abrumadora potencia de fuego aliada. Para contrarrestar a los aliados, las opiniones extremistas sobre el uso de armamento comenzaron a aparecer entre los militares japoneses.
Durante la batalla del Golfo de Leyte, los aviones kamikaze japoneses habían hundido con éxito el portaviones de escolta USS St. Lo y durante la Invasión del Golfo de Lingayen, los aviones kamikaze habían hundido el portaviones de escolta USS Ommaney Bay. Además, los aviones kamikaze habían causado graves daños a 2 portaviones de la Armada de los EE. UU. Durante las batallas aéreas frente a Kyushu. Estos incidentes convencieron al Cuartel General Imperial de la efectividad de los ataques kamikaze y de que eran una solución eficaz para revertir el deterioro de la situación de guerra; como resultado, kamikaze masivo Se planearon ataques contra la Marina de los Estados Unidos.
El 20 de marzo de 1945, el Cuartel General Imperial comenzó la operación Ten-Gō para defender Okinawa contra la inminente invasión aliada. Los grupos aéreos movilizados incluyeron la División de Portaviones 5, la 1ra Flota Aérea Móvil Terrestre (Kyushu, comandada por el Vicealmirante Matome Ugaki), la 5a Flota Aérea Terrestre (Formosa) y la 8a División Voladora del 6o Ejército de Aviación del Ejército Imperial Japonés (Formosa, comandado por el teniente general Kenji Yamamoto). Estas fuerzas emprendieron los preparativos para la Operación Kikusui (que era un nombre en clave de la Armada Imperial Japonesa; el Ejército Imperial Japonés se refirió a ella como el "asalto aéreo total") y estacionaron más de 3000 aviones de combate diferentes en Kyushu.
El 1 de abril de 1945, el Cuartel General Imperial emitió órdenes para "la conversión en aviones de ataque especial de todos los aviones de combate del Ejército y la Armada"; a partir de entonces, la gran mayoría de aviones de combate japoneses se utilizaron como aviones kamikaze. Ese mismo día, los Aliados comenzaron la Operación Iceberg. Para contener el avance aliado, las órdenes para la "Operación Kikusui I" de la Armada Imperial Japonesa y el "1er asalto aéreo total" del Ejército Imperial Japonés se emitieron en la mañana del 6 de abril. Al mismo tiempo, la Flota del hibisco, que consiste en nuevos aviones de ataque (Tenzans, Gingas, Hiryūs y Suiseis) perteneciente a la Armada Imperial Japonesa participó en ataques nocturnos contra la flota aliada.

## Batallas

### Operación Kikusui I
El 6 de abril de 1945, el ejército japonés comenzó la Operación Kikusui I (a la que el Ejército se refiere como el primer asalto aéreo total), con 391 aviones de la Armada y 133 aviones del Ejército (de los cuales 215 aviones de la Armada y 82 aviones del Ejército eran kamikazes) participando. Los destructores de piquetes de radar antiaéreo de la Armada de los Estados Unidos desplegados en las aguas frente a Okinawa fueron los más afectados por el ataque. A las 12:26 p. m., el destructor Haynsworth se convirtió en el primer buque de guerra atacado. Los destructores Bush y Colhoun fueron hundidos por kamikaze sy los destructores Newcomb y Leutze sufrieron graves daños; el acorazado Maryland y otros 10 destructores fueron atacados por kamikazes también. La Marina de los EE. UU. Reclamó la pérdida de 3 destructores, 1 barco de guerra anfibio y 2 transportes de municiones, junto con otros 10 barcos muy dañados.
Durante la Operación Kikusui I, la Fuerza de Ataque Especial de Superficie, que consiste en el acorazado Yamato, el crucero ligero Yahagi y 8 destructores, bajo el mando del Vicealmirante Seiichi Itō, partió hacia Okinawa para apoyar las operaciones de defensa terrestre allí, pero fueron rechazados por más de 300 aviones de transporte pertenecientes a la Task Force 58 del almirante Mitscher en Bou-no-Misaki, entre Kyushu y las islas Ryukyu, el 7 de abril; esto llegó a ser conocido en Japón como la Batalla Naval de Bou-no-Misak. La Armada Imperial Japonesa perdió el acorazado Yamato, el crucero ligero Yahagiy 4 destructores. El ejército japonés continuó con los ataques aéreos entre el 8 y el 11 de abril, y el 11 de abril el portaviones Enterprise y el acorazado Missouri fueron dañados por aviones kamikaze, y el portaviones Essex sufrió daños en el casco por debajo de la línea de flotación.

### Operación Kikusui II
La Operación Kikusui II comenzó el 12 de abril y constaba de 354 aviones de la Armada y 124 del Ejército (de los cuales 103 aviones de la Armada y 72 del Ejército eran kamikaze). Los principales logros de la operación incluyen impactos en los acorazados Tennessee e Idaho ; y al menos otros ocho buques de guerra de la Armada de los Estados Unidos. La bomba voladora operada por humanos Ohka apareció por primera vez en la Operación Kikusui II; esta bomba voladora fue transportada por bombarderos y fue más difícil para las fuerzas estadounidenses derribarla debido a su pequeño tamaño, peso ligero y alta velocidad. El destructor Mannert L. Abele se convirtió en el primer y único barco de la Armada de los Estados Unidos hundido por este tipo de bomba.

### Operación Kikusui III
La Operación Kikusui III comenzó el 16 de abril y constaba de 415 aviones de la Armada y 92 del Ejército (de los cuales 176 aviones de la Armada y 52 del Ejército eran kamikaze). Los principales logros de la operación incluyen hundir el destructor Pringle, así como dañar el portaviones Intrepid y el destructor Laffey, este último recibiendo seis kamikazes y cuatro bombas de 22 atacantes, lo que le valió el sobrenombre de "El barco que no moriría".

### Operación Kikusui IV
La Operación Kikusui IV se llevó a cabo del 21 al 29 de abril y consistió en 845 aviones de la Armada (de los cuales 126 eran kamikaze) y 11 aviones del Ejército. Solo 3 destructores resultaron dañados.
Debido a los ataques kamikazes japoneses en abril de 1945, las pérdidas de la Marina de los Estados Unidos en los mares alrededor de Okinawa comenzaron a aumentar. Con el inicio de la Operación Kikusui V, la flota de portaviones de la Armada de los EE. UU. Comenzó a recibir atención por parte de los kamikaze.

### Operación Kikusui V

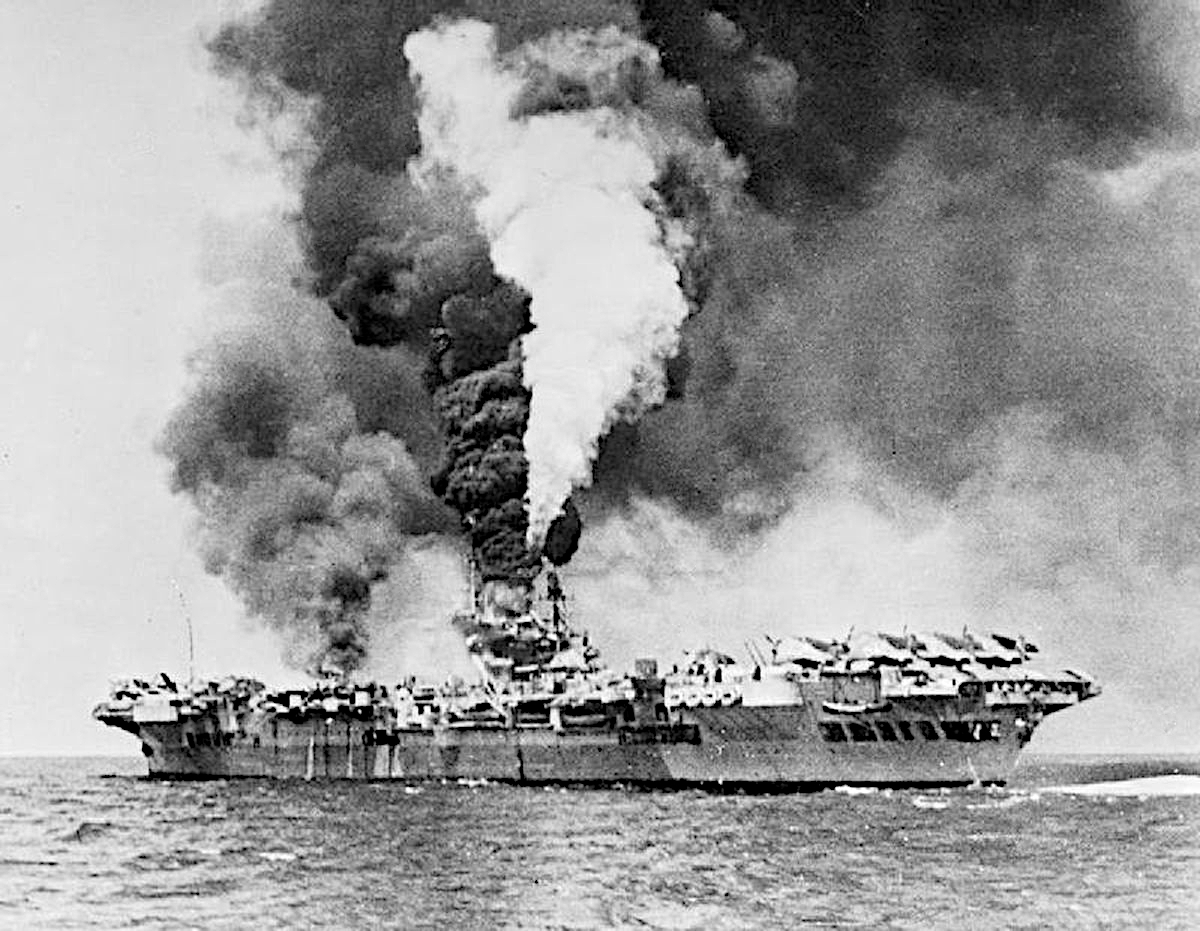
El portaviones Formidable de la Royal Navy incendiado por ataques kamikazes

El 3 de mayo, 449 aviones de la Flota de Aviación de Okinawa (incluidos 160 kamikaze) comenzaron la Operación Kikusui V. Los principales logros incluyen el hundimiento de 2 destructores, el daño de 1 portaviones de escolta y el daño del portaviones británico Formidable.

### Operación Kikusui VI

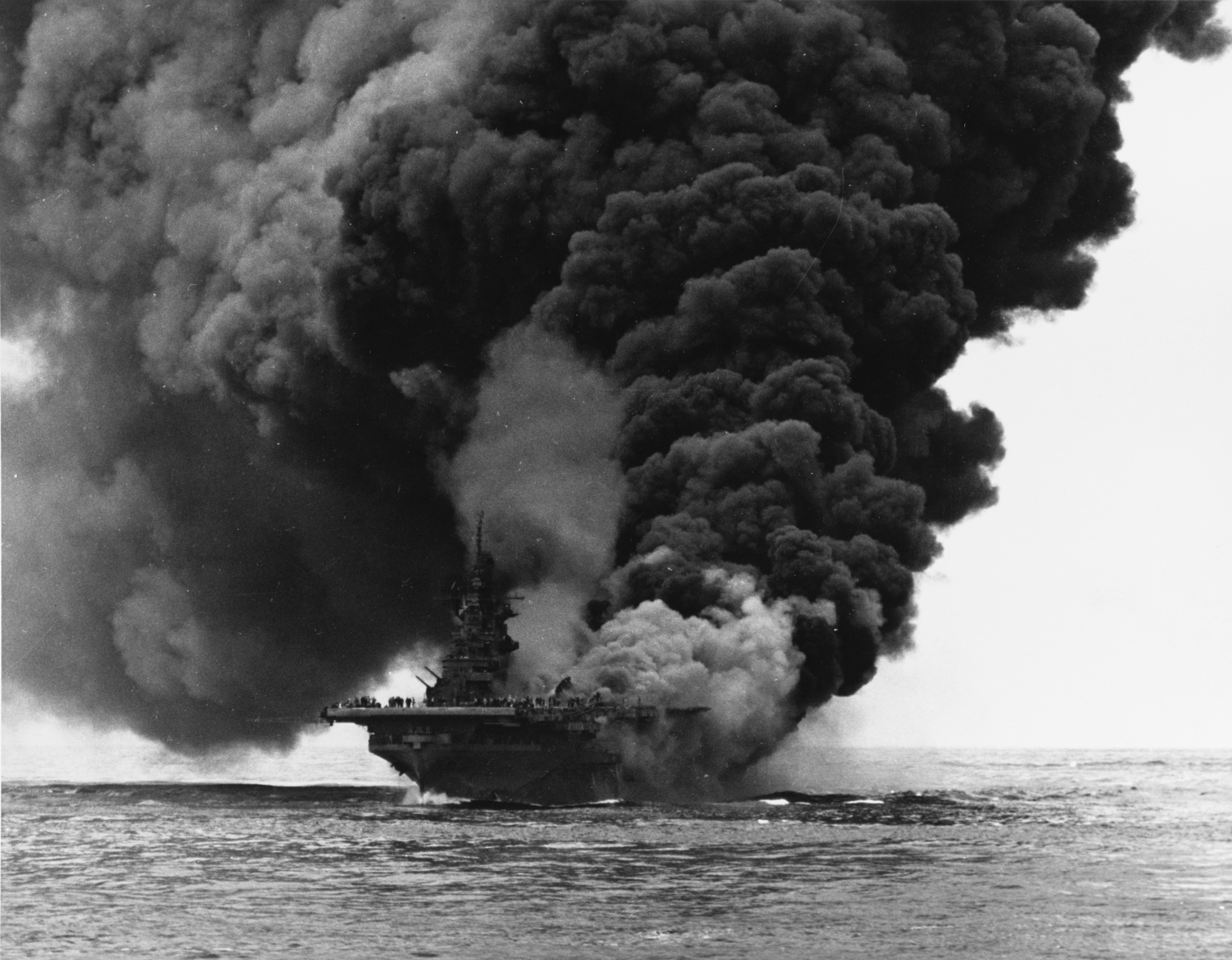
El portaviones de la Armada de los Estados Unidos, Bunker Hill, incendiado por ataques kamikaze

La Operación Kikusui VI comenzó el 11 de mayo y constaba de 345 aviones (incluidos 86 kamikaze); Los ataques del 12 al 15 de mayo consistieron en 237 aviones (incluidos 47 kamikaze). El logro más significativo en estos ataques fue un daño importante al buque insignia de Mitscher, el portaviones Bunker Hill : 2 aviones kamikaze ; el primero pilotado por el subteniente Seizō Yasunori, el segundo por el alférez Kiyoshi Ogawa golpeó Bunker Hill y provocó grandes explosiones, pero no la hundió como resultado de la mejora de las capacidades de control de daños por parte del personal de la Marina de los EE. UU. sin embargo, el daño fue lo suficientemente severo como para que Bunker Hillno regresó al campo de batalla antes del final de la guerra. Mitscher transfirió su bandera al portaviones Enterprise después de ser evacuado de Bunker Hill. Entre la tripulación, 352 marineros y pilotos murieron, 41 desaparecieron y 264 resultaron heridos.
El 14 de mayo, el buque insignia de Mitscher, el Enterprise, fue gravemente dañado por un piloto kamikaze, el teniente Shunsuke Tomiyasu, lo que provocó 13 muertos y 68 heridos. El barco se retiró del campo de batalla. Como resultado, Mitscher transfirió su bandera al portaviones Randolph.

### Operación Kikusui VII
La Operación Kikusui VII se llevó a cabo entre el 23 y el 25 de mayo y consistió en 387 aviones de la Armada y 174 del Ejército (de los cuales 107 aviones de la Armada y 61 del Ejército eran kamikaze). Sin embargo, los logros fueron bastante pequeños en comparación con la operación anterior, con solo 1 transporte hundido y 1 portaviones de escolta dañado.

### Operación Kikusui VIII
La Operación Kikusui VIII se llevó a cabo entre el 28 y el 29 de mayo y consistió en 217 aviones de la Armada y 71 aviones del Ejército (de los cuales 51 aviones de la Armada y 57 del Ejército eran kamikaze). Debido a la reducción de las capacidades de ataque aéreo por parte del ejército japonés, los logros fueron pequeños, solo hundieron 1 destructor, el USS Drexler y dañaron varios barcos.

### Operación Kikusui IX
La Operación Kikusui IX tuvo lugar entre el 3 y el 7 de junio, y consistió en 367 aviones de la Armada y 71 aviones del Ejército (de los cuales 23 aviones de la Armada y 31 aviones del Ejército eran kamikaze). Los principales logros incluyen daños al acorazado USS Mississippi el 5 de junio, un portaviones de escolta y el crucero pesado USS Louisville el 5 de junio. En la ofensiva terrestre de Okinawa, Estados Unidos había tomado la capital de la prefectura, Naha, y los japoneses se vieron obligados a ir al extremo sur de la isla de Okinawa.

### Operación Kikusui X
Debido a la derrota japonesa en la ofensiva terrestre de Okinawa, el Cuartel General Imperial lanzó una operación final de Kikusui entre el 16 y el 22 de junio, mientras se preparaba para un enfrentamiento final en las islas de origen japonesas. La Operación Kikusui X consistió en 271 aviones de la Armada (de los cuales 67 eran kamikaze); logró solo un destructor hundido; y un buque de transporte de escolta dañado.

## Consecuencias
En total, la Armada Imperial Japonesa desplegó 940 aviones y el Ejército Imperial Japonés desplegó 887 aviones, cada uno de diferentes tipos, en la Operación Kikusui. De estos, 133 aviones anotaron impactos y 122 aviones anotaron casi accidentes. Las bajas incluyen 2045 aviadores de la Armada y 1022 aviadores del Ejército muertos (sin incluir las pérdidas que no sean kamikaze). Si se incluyen aviones no kamikaze , se perdieron 2258 aviones. En el lado aliado, se hundieron 36 barcos (pero no se hundieron cruceros o más grandes), 218 barcos resultaron dañados (incluidos 8 portaaviones, 3 acorazados, 2 cruceros y 33 destructores) y se perdieron 763 aviones de portaaviones; las bajas incluyen más de 4900 muertos o desaparecidos y 4824 heridos.
Aunque los kamikaze de Kikusui infligieron graves daños, no se hundieron barcos pesados aliados. Una razón de esto es la sobresaliente capacidad de control de daños de parte de los Aliados, que evitó con éxito que muchos barcos se hundieran. Otro motivo es el deficiente entrenamiento y disciplina de las tripulaciones aéreas japonesas, lo que les llevó a intentar hundir cualquier barco a la vista sin identificar efectivamente sus objetivos; como resultado, la gran cantidad de destructores aliados diluyó efectivamente los ataques kamikaze contra grandes barcos aliados y llevó a la preservación de la mayor parte de la potencia de fuego de la aviación naval aliada a pesar de las graves pérdidas.
El vicealmirante Matome Ugaki, el oficial a cargo de la Operación Kikusui, realizó un "ataque kamikaze final" después de enterarse de la rendición de Japón, pilotando un Suisei, y fue derribado y asesinado en los mares alrededor de Okinawa.